# Veronica Ugeh
Veronica Ugeh (ur. 18 października 1996) – nigeryjska lekkoatletka. 
W 2013 zdobyła złote medale mistrzostw Afryki juniorów młodszych w trójskoku oraz w rzucie oszczepem.

## Osiągnięcia
| Rok  | Impreza                               | Miejsce | Konkurencja    | Lokata     | Wynik |
| ---- | ------------------------------------- | ------- | -------------- | ---------- | ----- |
| 2013 | Mistrzostwa Afryki juniorów młodszych | Warri   | trójskok       | 1. miejsce | 12,56 |
| 2013 | Mistrzostwa Afryki juniorów młodszych | Warri   | rzut oszczepem | 1. miejsce | 44,33 |